# Fučú (Hirošima)

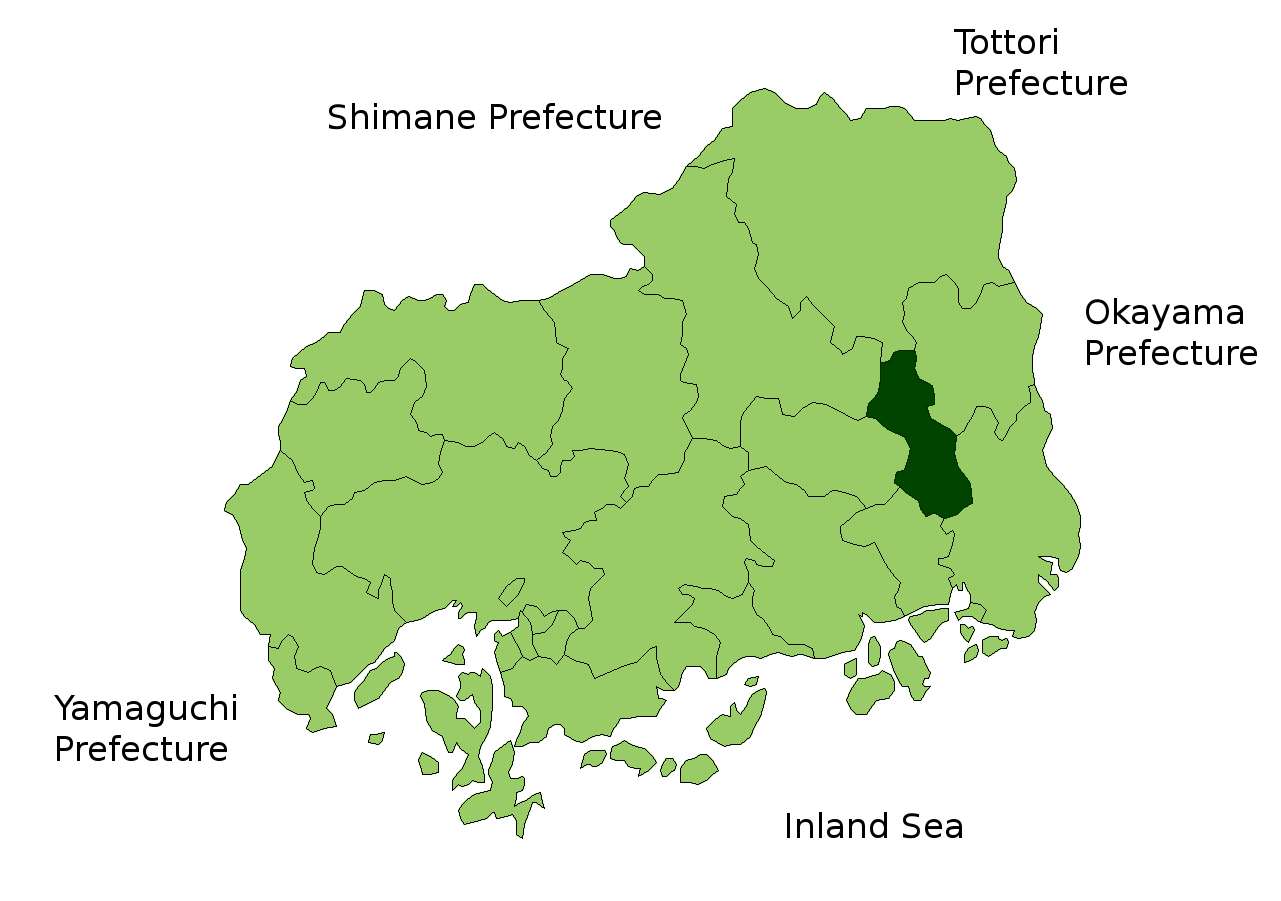
Poloha města Fučú na mapě prefektury Hirošima

Fučú (japonsky: 府中市; Fučú-ši) je japonské město ležící ve východní části prefektury Hirošima.
Město (市, ši) vzniklo 31. března 1954, o den později se městem stalo i stejnojmenné Fučú v prefektuře Tokio.
Fučú bylo původně hlavním městem provincie Bingo.
K 1. říjnu 2006 mělo 44 765 obyvatel a celkovou rozlohu 195,71 km².